# 1 Batalion Strzelców Podhalańskich
1 Batalion Strzelców Podhalańskich im. gen. bryg. Józefa Kustronia (1 bspodh, 1 bsp) – pododdział Wojsk Zmechanizowanych Sił Zbrojnych RP.
Batalion został sformowany 26 maja 1993 na podstawie zarządzenia Nr 049/Org. szefa Sztabu Generalnego Wojska Polskiego w składzie 21 Brygady Strzelców Podhalańskich. Jednostka stacjonuje w garnizonie Rzeszów, w koszarach przy ulicy Lwowskiej 5.
12 maja 1994 batalion otrzymał imię patrona – gen. bryg. Józefa Kustronia.

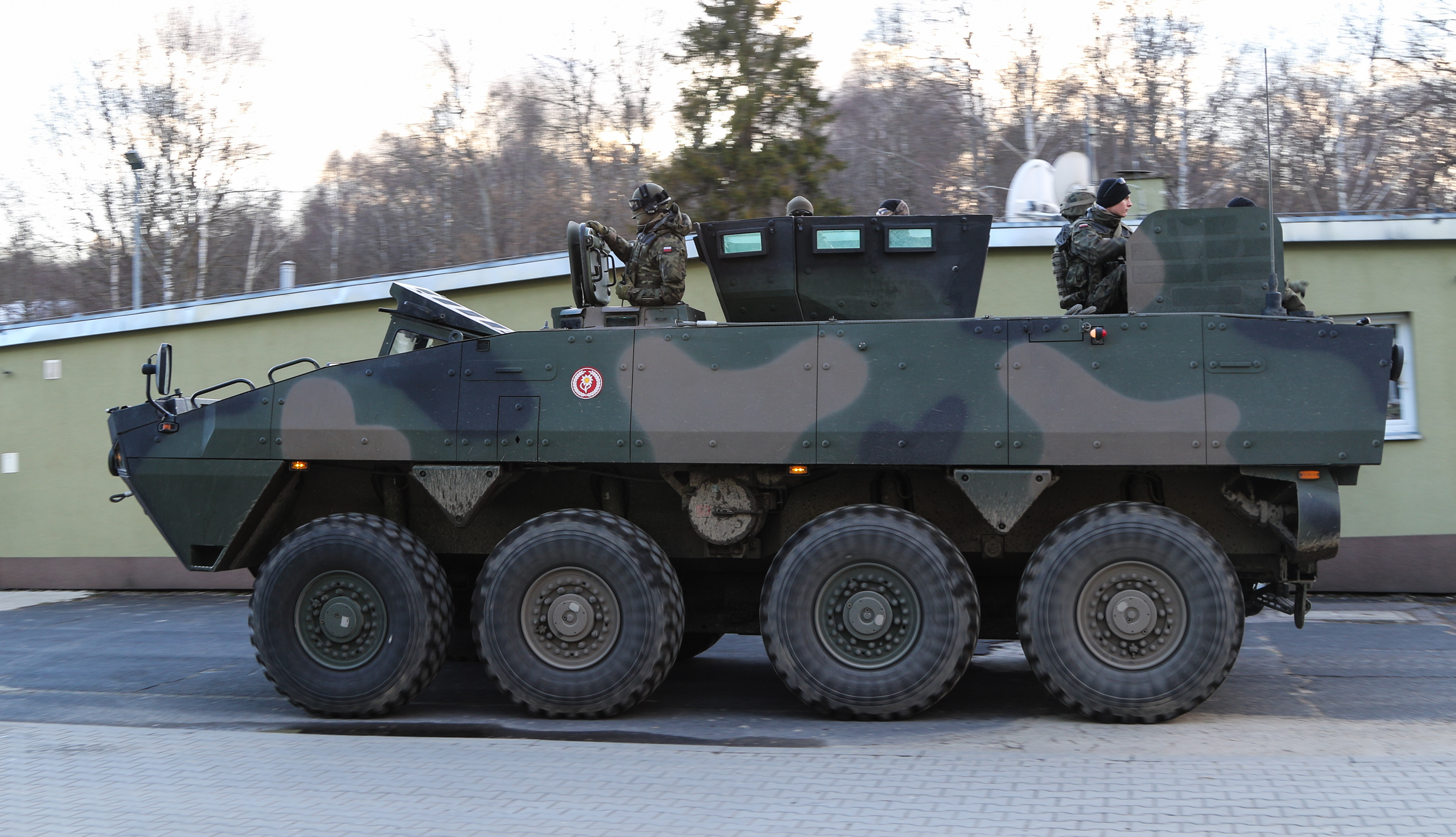
KTO Rosomak-M3 należący do 1 Batalionu

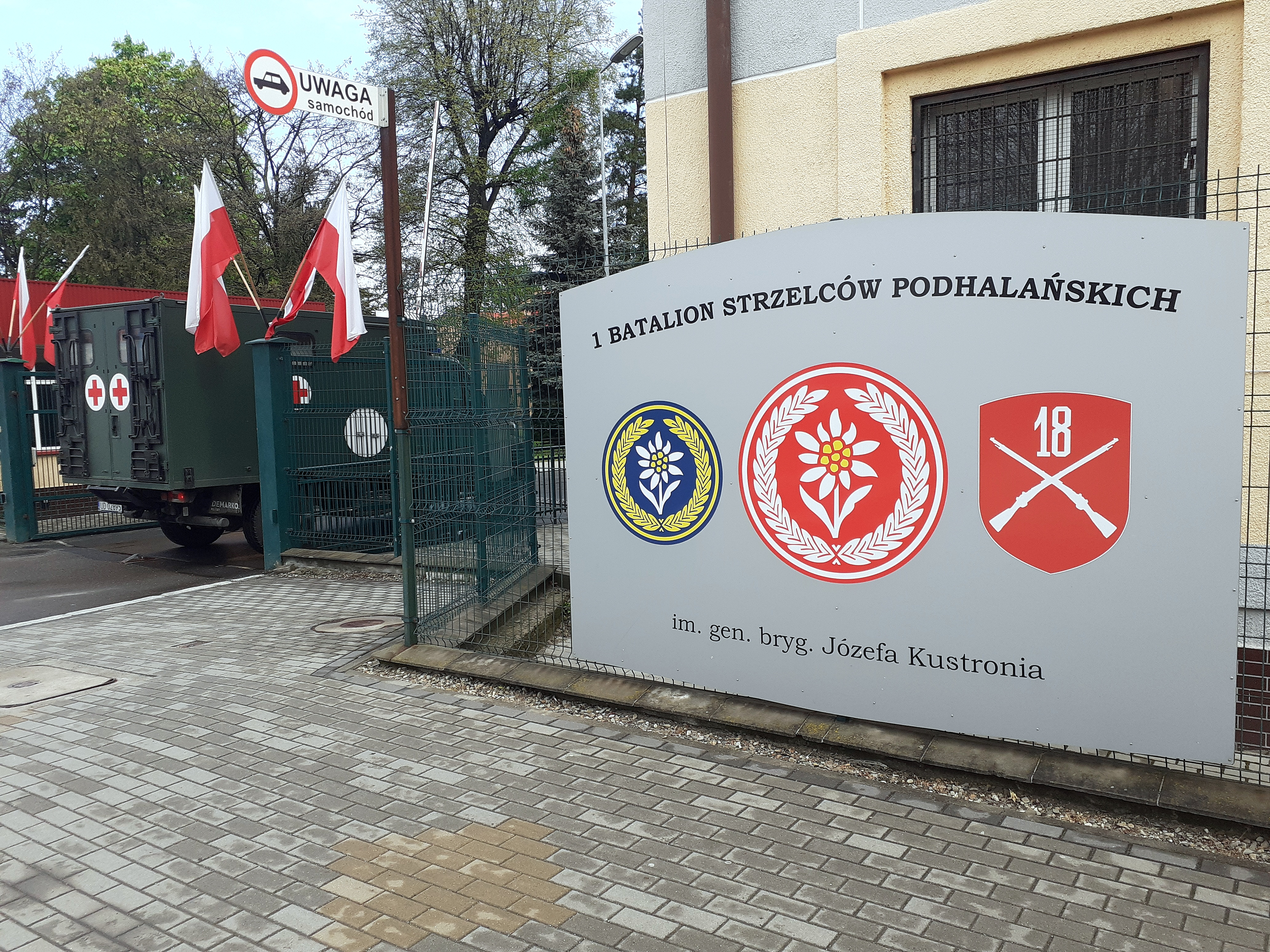
Siedziba 1 BSP przy ul. Lwowskiej 5

Decyzją Nr 130/MON Ministra Obrony Narodowej z dnia 18 kwietnia 2011 batalion otrzymał odznakę pamiątkową oraz oznakę rozpoznawczą.
26 listopada 1996 ustanowione zostało doroczne Święto batalionu – 1 grudnia.
Batalion jest spadkobiercą tradycji 1 Pułku Strzelców Podhalańskich, który stacjonował w Nowym Sączu.
Podstawowym uzbrojeniem batalionu jest BWP-1 i samobieżny moździerz Rak 120mm.

## Strzelcy podhalańscy
Dowódcy batalionu:
- ppłk mgr Tadeusz Mateuszczyk (10 października 1993 – 1 września 1994)
- mjr Janusz Chara (2 września 1994 – 18 sierpnia 1997)
- ppłk Piotr Sadowski (28 sierpnia 1997 – 30 czerwca 2004)
- ppłk Jerzy Mizgała (1 lipca 2004 – 30 czerwca 2007)
- ppłk Wiesław Lewicki (1 lipca 2007 – 26 października 2012)
- ppłk Tomasz Gdak (27 października 2012 – 15 grudnia 2014)
- ppłk Rafał Iwanek (16 grudnia 2014 – 21 września 2020)
- ppłk Marcin Samburski (21 września 2020 – 22 stycznia 2023)
- ppłk Michał Kędra (od 23 stycznia 2023)

Insygnia
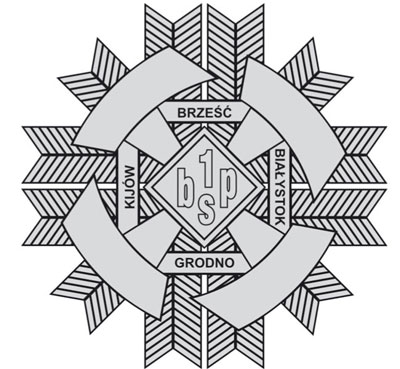
Odznaka pamiątkowa
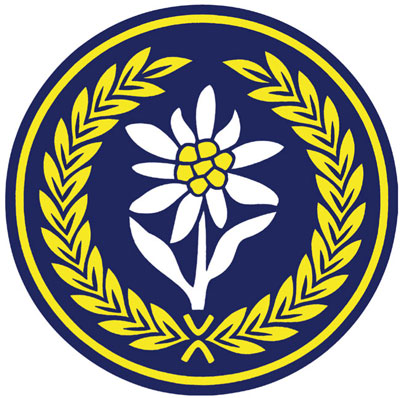
Oznaka rozpoznawcza
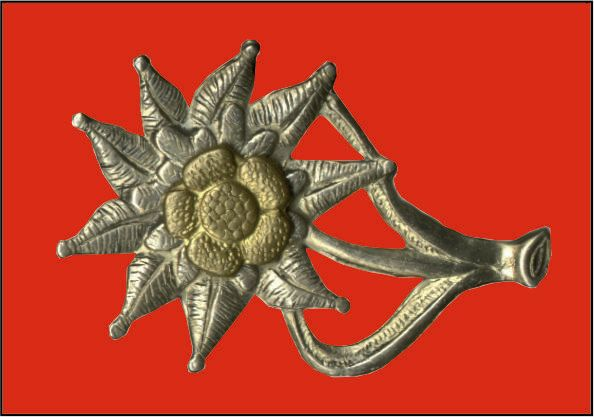
Proporczyk na beret